# Brixham
Brixham és un port costaner i una parròquia civil a Devon, a la costa sud d'Anglaterra. En el moment del cens de 2001, la seva població era de 17 457.
El 1968 Brixham es va fusionar amb Torquay (al nord de la badia) i Paignton (central) per formar el districte administratiu de Torquay

## Història
Les primeres evidències d'assentament daten del període saxó, essent possible que els colons arribessin per mar des de Hampshire al segle VI o per terra cap a l'any 800.
Brixham es va registrar al Domesday Book de 1086 com a Briseham amb una població de 39 habitants
Brixham va formar part de l'antiga Haytor Hundred. El 1334, el valor de la ciutat va ser valorat com una lliura, dotze xílings i vuit penics . William de Whithurst, un distingit funcionari de la Corona i jutge a Irlanda, va esdevenir rector de la parròquia de Brixham el 1350. El 1524 el valor de Brixham havia augmentat a 24 lliures i setze xílings. L'any 1536 la ciutat va ser registrada com a municipi, però l'estatus es va perdre més tard. La presència d'un mercat està registrada des de 1822.

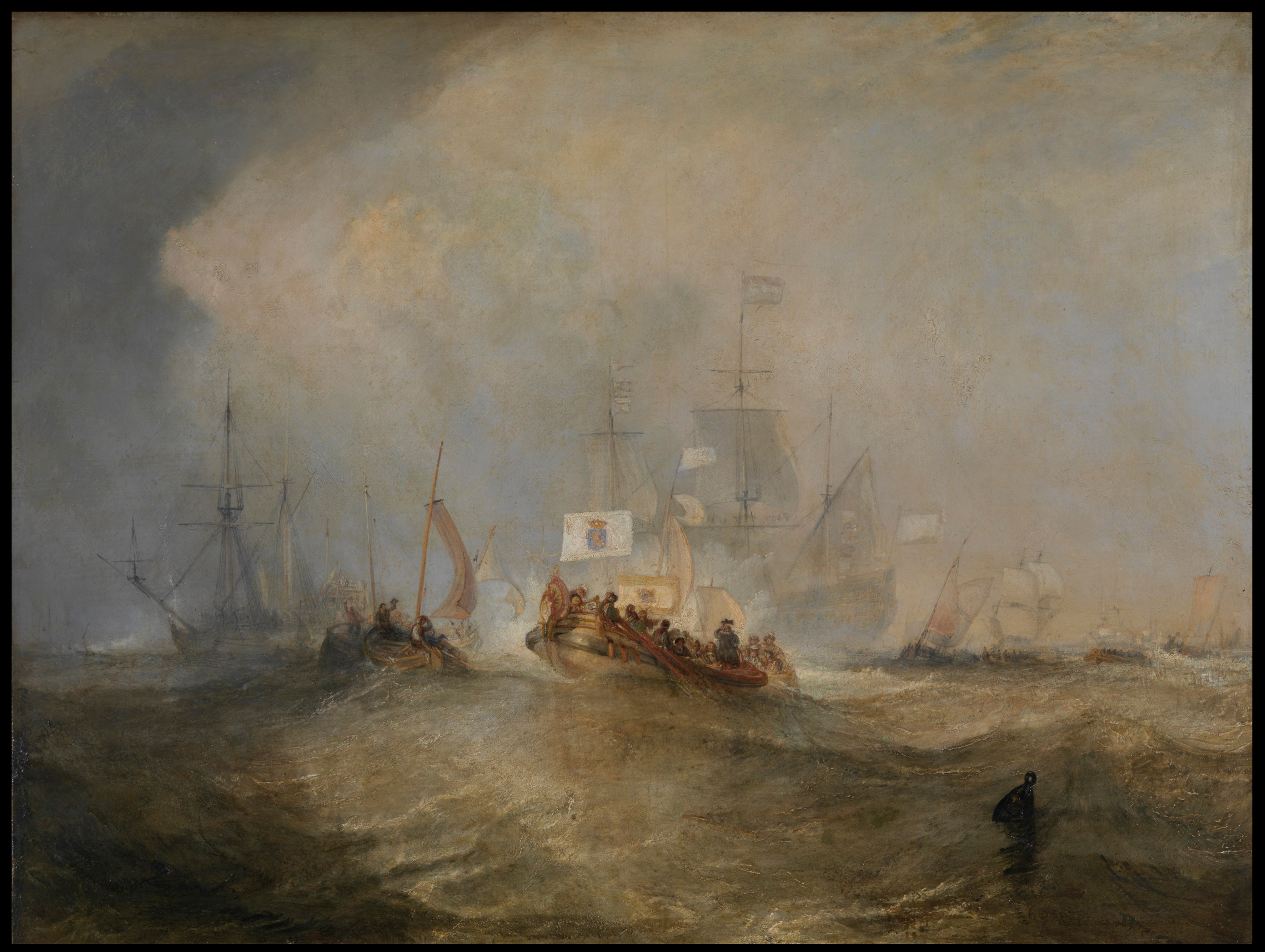
El príncep d'Orange, a Torbay William Turner, 1832

El 5 de novembre de 1688, el príncep holandès Guillem d'Orange va desembarcar a Brixham, amb 40.000 soldats, mariners i voluntaris, abans de marxar a Londres per ser coronat rei Guillem III com a part de la Revolució Gloriosa. Hi ha una estàtua i una placa commemorativa que marquen l'esdeveniment prop de la rèplica Golden Hind al port interior, mentre que una carretera a l'altre extrem del port, que puja per un turó costerut fins on els holandesos van fer el seu campament, encara es diu Overgang., holandès per a pas o travessa.
Aquest fet és relatat per William Turner en un quadre exposat a la Reial Acadèmia l'any 1832 i titulat El príncep d'Orange, Guillem III, va embarcar des d'Holanda i va desembarcar a Torbay, el 4 de novembre de 1688, després d'un passatge tempestuós. Va ser l'inici de la Revolució Gloriosa que portaria a l'expulsió de Jaume II del tron d'Anglaterra.

## Transport

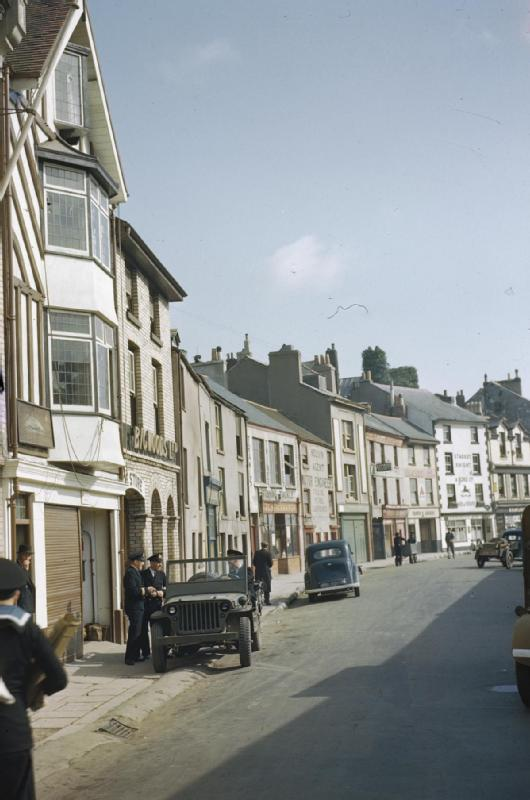
Un carrer de Brixham el 1944.

L'estació de tren de Brixham era la terminal del ferrocarril de Torbay i Brixham . Va donar servei a la ciutat des de l'andana de la badia a l'estació de Churston fins que la línia es va tancar el 1963. Part del llit de la via roman al seu lloc. Les cases a Harbour View Close es van construir al lloc de l'estació. Tot i que Brixham ja no és a la xarxa ferroviària, els autobusos freqüents que triguen 25 minuts connecten Brixham amb la xarxa ferroviària nacional a Paignton, on l'estació d'autobusos es troba convenientment davant de l'estació de tren. Els trens de Paignton circulen a destinacions com Exeter Central, Exmouth, London Paddington i Birmingham New Street.

## Caverns
- Windmill Hill Cavern, també anomenada Brixham Cavern i Philp's Cave[8]
- Ash Hole Cavern[9]